# Anton Forgách
Anton Forgách (6. března 1819 – 2. dubna 1885 obec Halič) byl rakouský vysoký státní úředník a politik, v 2. polovině 19. století místodržící Moravy a později místodržící Čech, krátce i poslanec Českého zemského sněmu, po rakousko-uherském vyrovnání aktivní v uherské politice.

## Biografie
Od roku 1838 působil jako státní úředník, nejprve v uherské dvorské kanceláři, od roku 1842 byl prezidentem dikasteria v Rijece, od roku 1848 notářem u dvora. V roce 1848 působil v invazní armádě Ivana Fjodoroviče Paskieviče, která rozdrtila povstání během revoluce v Uhersku. V 50. letech pak vykonával funkci komisaře (hlavný dištriktuálny župan) v jednom z distriktů, na které bylo pacifikované Uhersko rozděleno (v roce 1849 v Prešpurku, pak od roku 1851 v Košicích). Za přijetí tohoto postu byl v řadách maďarské politické reprezentace silně kritizován. V roce 1859 se stal sekčním šéfem na rakouském ministerstvu vnitra.
V letech 1853–1859 byl zástupcem místodržícího v Čechách. Roku 1860 se stal místodržícím (nejvyšším představitelem státní správy) na Moravě, a od 27. listopadu 1860 do roku 1861 tuto funkci zastával v Čechách.
V zemských volbách v Čechách v roce 1861 byl zvolen do Českého zemského sněmu. Mandát získal paralelně ve dvou obvodech v kurii městské: obvod Třeboň, Lišov, Týn nad Vltavou (tam jako nezávislý český kandidát) a obvod Praha, Malá Strana (tam podporován českou stranou). Ve volbách na Malé Straně získal podporu českého volebního výboru, který proti němu nenasadil vlastního českého kandidáta. Šlo o jediný případ, kdy česká politická reprezentace ustoupila ze svého odmítavého postoje ke kandidaturám státních úředníků do sněmu. Mandát nakonec přijal v tomto obvodu, tedy Praha-Malá Strana. Slavnostně pak coby místodržící zahájil historicky první schůzi sněmu. Na poslanecký mandát na sněmu rezignoval v září 1862.
V letech 1861–1864 vedl uherskou dvorní kancelář. Na podzim 1865 ho císař jmenovan županem Novohradské župy, tedy v regionu, kde měl svůj rodový statek. Po rakousko-uherském vyrovnání byl aktivní v uherské politice. Přiklonil se k liberální straně Ference Deáka.